# ジェームズ・モリアーティシリーズ
ジェームズ・モリアーティシリーズは、シャーロック・ホームズシリーズの登場人物であるジェームズ・モリアーティを主人公としたマイケル・クーランドによる小説のシリーズ。

## シリーズ一覧
- Who Thinks Evil
2014年。
- The Empress of India
2006年。
- Reichenbach
2004年。短編。
- Years Ago and in a Different Place
2003年。短編。ジェームズ・モリアーティの一人称による作品。
- The Paradol Paradox
2001年。短編。ベンジャミン・バーネットの一人称による作品。
- The Great game / 千里眼を持つ男
2001年刊行。日本では、2004年に刊行。
- Death by Gaslight
1982年刊行。
- The Infernal Device
1978年刊行。

## 登場人物一覧
ジェームズ・モリアーティ
主人公。最高の知識を持つとされる科学者。
シャーロック・ホームズ
私立探偵。モリアーティを凶悪な人物と考えている。モリアーティと並ぶ頭脳の持ち主。
ジョン・H・ワトスン
ホームズの助手。医師。
ディートリッヒ・ルーマー
『Death by Gaslight』と『The Great game』に登場。自由連盟のリーダー。
ベンジャミン・バーネット
モリアーティの助手。ニュース社の経営者。モリアーティに対して尊敬の念を抱いている。
セシリー・バーネット
ベンジャミンの妻。
ジム・バーネット
『The Paradol Paradox』に登場。ベンジャミンの従兄弟を名乗る人物。ベンジャミンもその存在を知らなかった。